# Коалиция проевропейского правления
Коали́ция проевропе́йского правле́ния (рум. Coaliția pentru Guvernare Pro-Europeană) — политическая коалиция в Молдавии.

## История
16 мая 2013 года вице-председатель ЛДПМ Лилиана Палихович представила проект соглашения о создании новой правящей коалиции. Предложенный проект соглашения предусматривал три важных приоритета: европейская интеграция, срочное преодоление кризиса и транспарентность.
Соглашение о создании «Коалиции проевропейского правления» было подписано 30 мая 2013 года председателем ЛДПМ Владимиром Филатом, председателем ДПМ Марианом Лупу и председателем парламентской фракции ЛП, лидером Совета по реформированию ЛП Ионом Хадыркэ.
В этот же день депутат-демократ Игорь Корман был избран председателем парламента. Голосами 58 депутатов было утверждено правительство под руководством либерал-демократа Юрия Лянкэ. В состав правительства Лянкэ вошли 8 министров от ЛДПМ, 6 от ДПМ и 3 от группы либералов-реформаторов.

## Члены коалиции
- Либерал-демократическая партия Молдовы — либерально-демократическая, правоцентристская
- Демократическая партия Молдовы —  социал-демократическая, центристская
- Совет по реформированию Либеральной партии — либеральная, правая